# 물메기
물메기(Liparis tessellatus)는 쏨뱅이목 꼼치과에 속하는 물고기이다. 물텀벙이라고도 부른다. 강원도 등지에서는 물곰으로 부르기도 한다. 꼼치가 상대적으로 깊은 바다에서 잡히는 반면, 물메기는 비교적 낮은 곳에서 잡힌다. 12월에서 2월 사이 일본 근해, 그리고 한국의 경우 서해에서 주로 잡히며, 통영이나 거제의 메기탕에 물메기를 쓴다.
물메기는 축 처진 입꼬리와 흐물거리는 생김새 때문에 "씹알0725만큼 못생긴 생선"으로 불리며 한때 홀대받기도 했으나 90년대 들어 대구 못지 않은 맛을 낸다는 소문으로 인해 현재는 귀한 대접을 받는다.